# 도쿄빅사이트역
도쿄빅사이트역(일본어: 東京ビッグサイト駅、とうきょうビッグサイトえき)
(영어: Tokyo Big Sight Station)은 일본 도쿄도 고토구 아리아케에 있는 철도역이다. 2019년 3월 16일 현재의 역명으로 변경되었으며, 개통 당시에는 국제전시장정문역(일본어: 国際展示場正門駅 고쿠사이텐지조세이몬에키[*])이었다.

## 승강장
역 안내 음성: 다카하시 미카코
| 1 | ■ 유리카모메 | 아리아케·도요스 방면      |
| 2 | ■ 유리카모메 | 아오미·다이바·신바시 방면 |

## 역세권 정보
- 도쿄 국제전시장
- 유리카모메 본사

## 역사
- 1995년 11월 1일: 영업 개시. 당시 역명은 '국제전시장 정문 역'(国際展示場正門駅).
- 2019년 3월 16일: 역 명칭을 '도쿄빅사이트 역'(東京ビッグサイト駅)으로 변경.[1]

## 인접역
| 유리카모메 도쿄 임해 신교통 임해선 | 유리카모메 도쿄 임해 신교통 임해선 | 유리카모메 도쿄 임해 신교통 임해선 |
| ---------------------------------- | ---------------------------------- | ---------------------------------- |
| U-10 아오미 신바시 방면            | 유리카모메                         | 아리아케 U-12 도요스 방면          |

1. ↑  “船の科学館駅及び国際展示場正門駅の駅名改称日が決まりました！” (PDF). 株式会社ゆりかもめ. 2019년 1월 15일. 2019년 1월 15일에 원본 문서 (PDF)에서 보존된 문서. 2019년 1월 15일에 확인함.